# Juan Cuadrado
Juan Guillermo Cuadrado Bello (Necoclí, Antioquia, 26 de mayo de 1988) es un futbolista colombiano. Juega como carrilero y su equipo actual es el Pisa S. C. de la Serie A. Fue internacional absoluto con la selección de Colombia desde el 3 de septiembre de 2010 hasta el 7 de septiembre de 2023.
Debutó con la selección absoluta en 2010 y, desde entonces, ha disputado más de 110 partidos. Cifra con la cual hace parte del FIFA Century Club, conformado por aquellos futbolistas con más de cien internacionalidades con su país. Además, convirtiéndose así en el segundo con más presencias en la selección de Colombia, precedido únicamente por David Ospina, con más de 120.
Formó parte de las selecciones colombianas que participaron en cinco ediciones de Copa América (2011, 2015, 2016, 2019 y 2021). De esta manera, siendo el cuarto jugador colombiano con más presencias en tal competición, con 21 partidos, ubicándose por detrás de Leonel Álvarez y Carlos Valderrama (27), y René Higuita (22). Alcanzando los cuartos de final en tres ocasiones y en dos el tercer puesto, en 2016 y 2021. También ha representado a su país en dos ediciones de la Copa Mundial de la FIFA, en 2014 y 2018.
Antes de su llegada a la Juventus en 2015 —club al cual pasó cedido y que luego adquiriría por 20 millones de euros—, había tenido paso por Independiente Medellín, en donde inició su carrera. Para 2009 fue transferido al Udinese por cerca de tres millones de euros. En 2011 pasó cedido al Lecce y en 2012 llegó a la Fiorentina, donde primero se incorporó temporalmente y luego fue adquirido en dos fases por cerca de 20 millones de euros por su totalidad. Posteriormente, fue transferido al Chelsea, que desembolsó 30 millones de euros en 2015 (23.3 millones de libras esterlinas), club donde ganó la Premier League y la Copa de la Liga 2014–15. En su etapa posterior a la Juventus, recaló en el Internazionale en 2023 como agente libre, en donde ganó la Supercopa de Italia 2023 y la Serie A 2023–24. Después, en la misma condición, la Atalanta lo incorporó en 2024.
Durante su etapa en el conjunto de Turín, ganó cinco campeonatos de Serie A, cuatro Copas Italia y dos Supercopas italianas. Además de su solidez defensiva, se destacó por su aporte ofensivo, acumulando 59 asistencias en 314 presencias con la Juventus. Estas cifras lo ubican como el tercer máximo asistidor en la historia del club, por detrás de Alessandro Del Piero (125) y Michel Platini (100). Asimismo, es el cuarto extranjero con más partidos disputados, precedido por Pavel Nedvěd y Alex Sandro (327), y David Trezeguet (320). En la temporada 2020–21, firmó 17 asistencias, el registro más alto para un jugador del club en una sola campaña desde 2008. A través de ocho temporadas en el club, resaltó por su polivalencia, actuando en diferentes posiciones: extremo, interior, carrilero y lateral por banda derecha, adaptándose a diferentes roles tácticos.
Ha tenido participación en más de 550 partidos por competiciones europeas, acumulados a lo largo de 17 temporadas, convirtiéndose así en el colombiano con más presencias en este ámbito. Estas apariciones se reparten entre siete clubes, todos pertenecientes al Big Five, conformado por las ligas con mayor relevancia en Europa. Es también el segundo extranjero con más campeonatos en Serie A (6) —igualado con Martín Cáceres, Wálter Samuel, Dejan Stanković y Kwadwo Asamoah—, precedido por Stephan Lichtsteiner (7). Por su trayectoria, ha sido frecuentemente considerado el jugador más representativo de su país en el fútbol europeo. En 2024, obtuvo la ciudadanía italiana tras alrededor de quince años de residencia no consecutiva en el país.

## Orígenes y formación
Juan Guillermo  Cuadrado empezó como futbolista en el Atlético Urabá. Su posición favorita en el campo era de lateral pero a los 18 años y por recomendación del técnico, cambió a volante. Mostró su talento en el equipo salero.
La confianza, la capacidad y la efectividad de Cuadrado para jugar le terminó dando frutos, ya que más tarde llegaría a las inferiores del Deportivo Rionegro de la Primera B de Colombia, donde estuvo bajo el mando del técnico Víctor González Scott. Su impresionante fútbol sorprendió a los dirigentes de muchos de los equipos de la Primera División y después de muchas negociaciones, fue contratado por el Independiente Medellín en 2008.

## Carrera en clubes

### Independiente Medellín
En el Independiente Medellín se mantuvo entre 2008 y 2009, año en el que dio el salto al fútbol europeo. Su debut profesional con el Poderoso de la Montaña se produjo el 14 de septiembre de ese mismo año contra el Boyacá Chicó, partido en el que además de jugar sorprendentemente, también anotaría su primer gol como profesional. En el 2009, Cuadrado empezó a ser pretendido por equipos europeos, más específicamente en el fútbol Italiano. Cuadrado sería fichado por el Udinese y pasaría a jugar en Europa con tan solo 21 años, terminando su trayectoria en el Independiente Medellín con 30 partidos y 2 goles anotados.

### Udinese
El 2 de julio de 2009, Cuadrado firmó por el Udinese con un contrato de 5 años, pagando el total de su pase al Independiente Medellín y adquiriendo sus derechos como jugador. El 1 de septiembre, Cuadrado jugaría su primer partido en la Liga italiana contra el Chievo Verona como titular de lateral derecho, en ese partido también jugaría de titular su compatriota Cristian Zapata, que también jugaba como Defensa central en el Udinese. posteriormente jugaría un año y medio con el club, en el que participaría en 20 partidos (8 de ellos como titular) y no anotaría goles.
El Udinese decidiría cederlo en el 2011 junto con su compatriota Luis Fernando Muriel al Lecce, club que se encuentra en la Serie A.

### Lecce
El 3 de agosto de 2011, se confirmó oficialmente que Cuadrado jugaría a préstamo al Lecce para la Temporada 2011/2012. Cuadrado anotaría sus cuatro primeros goles oficiales con su equipo ante el Cesena, partido que terminaría 6-0 a favor del Lecce y en el que el colombiano sería figura. Cuadrado daría impresionantes actuaciones en su única temporada con el Lecce, anotando 11 goles y 13 asistencias en 33 partidos, llegando a ser premiado al final de la temporada como el jugador más regateador de la Serie A. A pesar del espectacular rendimiento de Juan Guillermo, el Lecce descendería a la Serie B al ubicarse en el puesto 18°, lo que lo obligaría a regresar al Udinese.

### Fiorentina
En julio de 2012, pasa a jugar a la Fiorentina en calidad de préstamo con opción de compra. En la Fiorentina, Cuadrado logra explotar futbolísticamente, en el club se ganó la titularidad indiscutida y el apodo de La Vespa de parte de sus compañeros de club.
Para la temporada 2012/2013 jugó 60 partidos con el cuadro viola, 46 como titular y logró anotar en 20 ocasiones y dar 20 asistencias, desempeño que le serviría para ayudar a su club a clasificar a la UEFA Europa League. Con su desempeño logró llamar la atención del Real Madrid y la Juventus, finalmente elegiría quedarse en la Fiorentina.
Para la Temporada 2013-14 Cuadrado empezaría de forma excepcional con 10 goles y 4 asistencias en 10 partidos, logrando llamar la atención de clubes como Borussia Dortmund y Bayern Múnich que buscaba reemplazo para Arjen Robben y veían en el colombiano el reemplazo ideal para el holandés. Esta temporada empezó siendo la de su confirmación, fantástico regateador y con un desequilibrio excepcional, Cuadrado, perfeccionó su juego añadiendo una notable dosis de lucha en la defensa que le pedía Vincenzo Montella, su entrenador en la Fiorentina, convirtiéndose en un volante completo, con gol, regate, velocidad y asistencias. Terminaría la temporada con 22 goles en 32 partidos, repartidos en 18 goles en Serie A, 3 en Europa League y 1 en Copa Italia, con 16 asistencias. Se ganaría también el apodo de cuadradinho, por su espectacular manera de regatear, similar a la de Ronaldinho. Cuadrado fue incluido en el Equipo Ideal de la Liga italiana.

### Chelsea

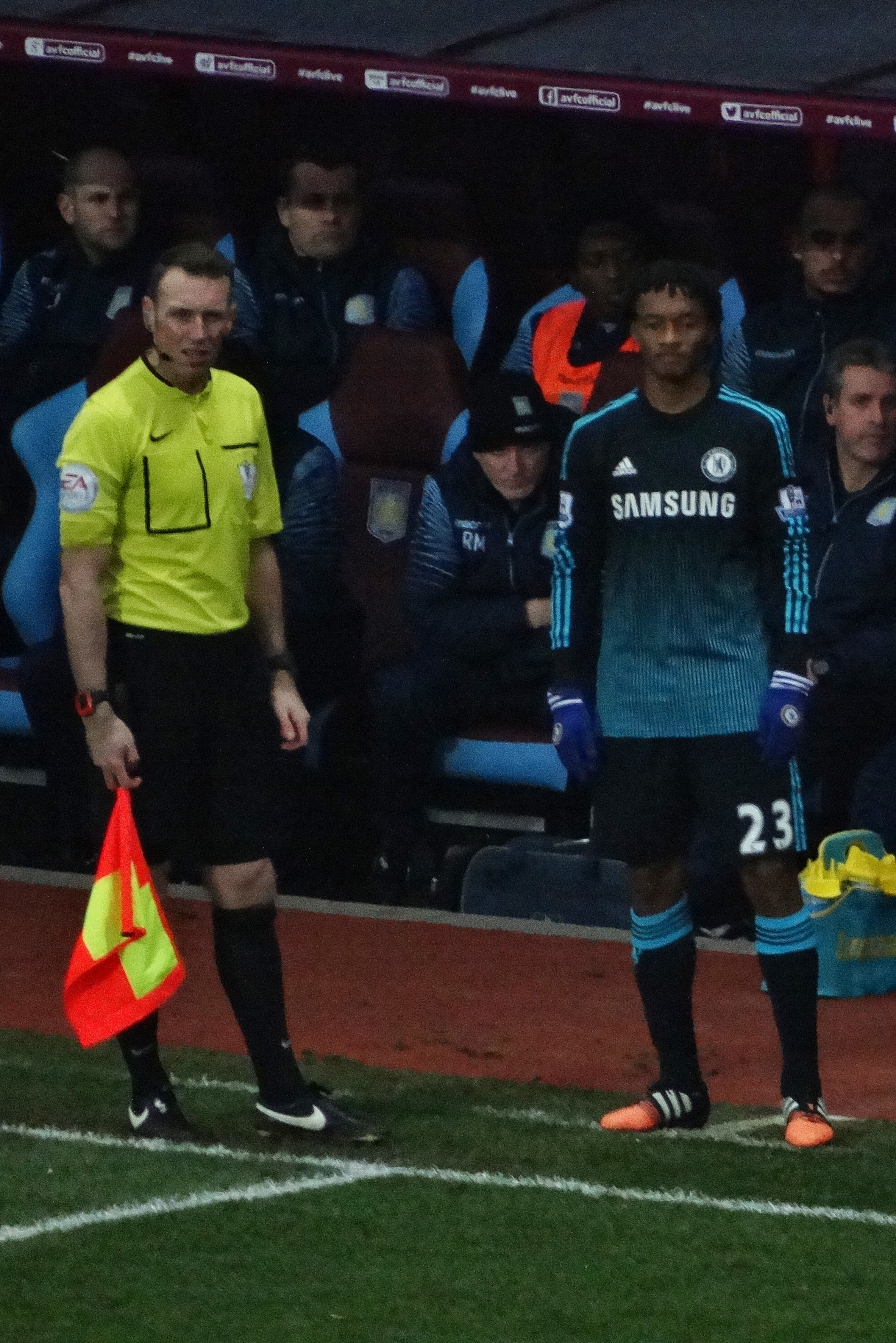
Cuadrado esperando por su debut con el Chelsea en el Villa Park el 7 de febrero de 2015.

El 2 de febrero de 2015 se da a conocer su fichaje por el Chelsea inglés, firmando un contrato por 4 años y medio. La transacción fue de 35.5 millones de euros.
Cinco días después de la firma, Cuadrado hizo su debut en el Chelsea, en sustitución de Willian en los últimos diez minutos de la victoria por 2-1 de visitante sobre el Aston Villa, en Villa Park. El 11 de febrero recibió su primera titularidad en su primera aparición en Stamford Bridge, jugando los primeros 70 minutos antes de ser reemplazado por Cesc Fàbregas en un 1-0 en contra de Everton.
Ganó el primer trofeo de su carrera y con el Chelsea el 1 de marzo en la victoria de su club ante el Tottenham Hotspur 2-0 en la Capital One Cup, entrando en el minuto 76 por Willian.
En respuesta a la crítica de la falta de impacto inmediato de Cuadrado, Mourinho argumentó en una entrevista: "Todo el mundo cree que él necesita para jugar todo el tiempo o, al menos, todos los partidos, pero al igual que todos los jugadores que se une a un nuevo club, se necesita tiempo". Tiempo que no ha sido dado a Cuadrado. Yo creo que él va a ser increíble próximamente."
El 3 de mayo, Cuadrado recibió apenas su tercera titularidad desde su fichaje por el Chelsea, en el partido contra Crystal Palace, como Ramires se lesionó antes del partido. En el descanso, Cuadrado fue sustituido por John Obi Mikel; Chelsea terminó reclamando su quinto título de Liga con una victoria por 1-0.

### Juventus

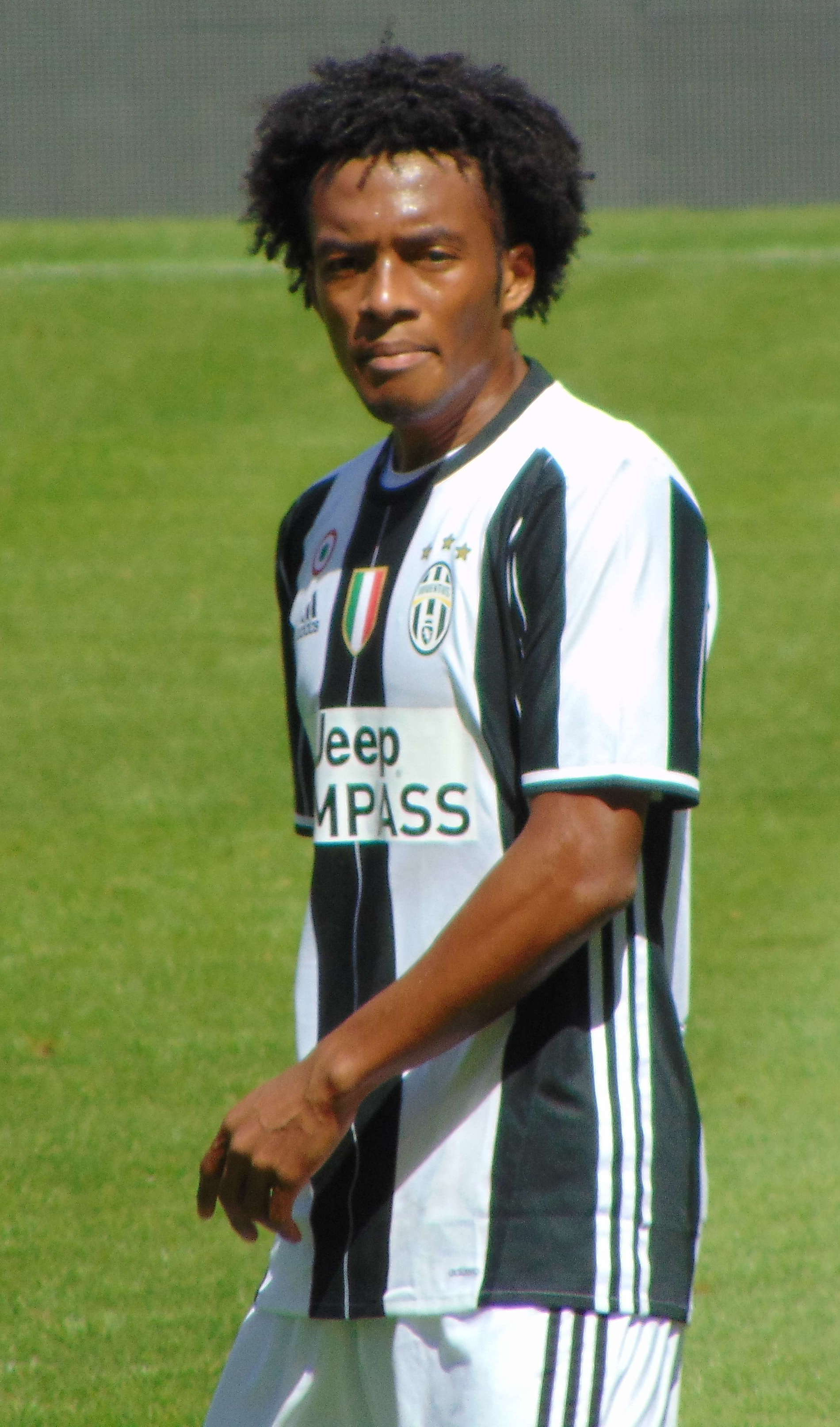
Cuadrado jugando por la Juve en 2017.

#### Temporada 2015-16
El domingo 23 de agosto del 2015 se confirmó oficialmente que Cuadrado jugará en condición de préstamo en la Juventus por una temporada, sin opción de compra, por lo cual el jugador cafetero deberá regresar al club londinense al final de temporada. Su debut oficial con la camiseta de la "vecchia signora" sería el 30 de agosto, en el Estadio Olímpico ante la Roma, entrando al minuto 75 en la derrota de la "Juve" por 2 a 1. Su primer partido como titular en la Champions League sería el 15 de septiembre en la victoria como visitante 2-1 sobre el Manchester City, jugando todo el partido y teniendo una destacada actuación.
El 21 de octubre del 2015, la prensa inglesa publica que el Chelsea y la Juventus llegaron a un acuerdo para que el futbolista permanezca en la institución "bianconeri" en título definitivo a cambio de 22 millones de euros.
Marcaría su primer gol el 31 de octubre, dándole la victoria del derbi de Turín a su equipo en el último minuto frente al Torino para sentenciar el 2-1 final además dando una asistencia siendo la figura del partido. Ese fue el primer partido de una espectacular racha de 15 triunfos consecutivos que llevó al equipo de la zona intermedia de la clasificación al primer puesto de la Serie A. La temporada terminó con la Juventus campeona del "Scudetto" y de la Copa de Italia, consiguiendo así el doblete.

#### Temporada 2016-17
Debido a sus destacadas actuaciones, el 31 de agosto, la Juventus, confirma la permanencia de Cuadrado por una cesión de tres años por 5 millones de euros por temporada, con opción de compra por 20 millones. Debutaría en la temporada el 24 de septiembre entrando a los 31 minutos en la victoria por la mínima como visitantes frente al Palermo.
El 18 de octubre le daría la victoria a la Juve por la mínima como visitantes frente al Olympique de Lyon por la Champions League marcando su segundo gol en dicha competición.
El 5 de febrero marca un gol de media distancia dándole la victoria a su club por la mínima en el derby italiano sobre el Inter de Milán, para el 19 de marzo de nuevo marcar el gol de las victoria de su equipo por la mínima en su visita a la Sampdoria.
El 22 de mayo, pocos días después de proclamarse campeón de la Copa Italia y Serie A, la Juventus hace oficial la compra de los derechos deportivos de Cuadrado por 20 millones de euros pagables en tres años a partir del próximo ejercicio, haciendo efectiva la opción con la que contaba la vecchia signora. Así, Cuadrado queda ligado a la Juventus hasta el 2020.

#### Temporada 2017-18
El 3 de agosto debuta por la Supercopa de Italia 2017 en la que  caen 3-2 con la Lazio. Su primer gol de la nueva temporada lo marca el 26 de agosto en la victoria 4 a 2 remontándole al Genoa en su casa. Juega su primer partido de la Champions League el 29 de septiembre como titular en la victoria 2 por 0 sobre Olympiakos. El 25 de octubre marca en la goleada 4 por 1 sobre el SPAL, el 5 de noviembre marca el gol de la victoria 2 a 1 sobre Benevento a los 60 minutos de juego. Su primer gol en la Champions League 2017-18 el 5 de diciembre marcando en la victoria 2 por 0 contra Olympiakos en Grecia.

Su primer gol del 2018 lo hace 31 de enero en la victoria 3-1 en el clásico con Milán. Termina su mejor temporada con cinco goles y diez asistencias en 29 partidos tras una lesión que lo marginó por un tiempo, logra nuevamente el doblete siendo campeón de la "Serie A" y de la Copa Italia 2017-18.

#### Temporada 2018-19
Su debut en la temporada lo hace el 18 de agosto en la victoria 3 a 2 sobre Chievo Verona siendo titular. El 19 de septiembre juega de titular su primer partido en la Champions League en el 2 por 0 contra el Valencia en España. El 3 de noviembre marca su primer gol de la temporada en la victoria 3 por 1 sobre Cagliari.

#### Temporada 2019-20
En su primer partido como titular de la temporada por la primera fecha de la Champions League merca un gol de media distancia para el empate a dos goles frente al Atlético de Madrid como visitantes. El 16 de febrero marca su primer gol en Liga sentenciando la victoria 2 por 0 sobre el Brescia.

#### Temporada 2020-21
Sus primeros dos goles de la temporada los marca el 15 de marzo de 2021 dándole la victoria 3 por 2 en el clásico contra el Inter de Milán siendo la gran figura del partido, por primera vez marca doblete con la Juve desde que llegó al club además de ser el seleccionado de marcar el penal para la victoria al minuto 88 y haciendo expulsar a un jugador rival.

#### Despedida
En junio del 2023, la Juventus le ofreció la renovación a Cuadrado, pero la rechazó, dando por finalizada su etapa como jugador bianconero.

### Inter de Milán
El 19 de julio del 2023, se oficializó su llegada al Inter, tras 8 años en la Juventus, firmando un contrato por 1 año. Debutó el 19 de agosto ante el Monza, en la victoria 2-0.

### Atalanta
El 26 de agosto de 2024, Cuadrado se unió como agente libre al Atalanta, otro equipo de la Serie A, con un contrato de un año. Debutó con los Orobici el 19 de septiembre en su debut de temporada en la UEFA Champions League, en un empate 0-0 en casa contra el Arsenal, reemplazando a Charles De Ketelaere en la segunda mitad. Atalanta con el que afrontó 32 partidos y marcó goles.

## Selección nacional

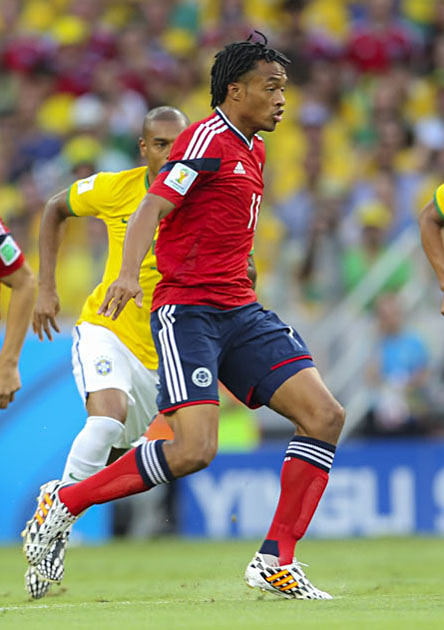
Cuadrado jugando con la Selección de Colombia en Brasil 2014.

Hernán Darío Gómez lo convocó para una serie de partidos amistosos que se disputaron en el 2010, debutó anotando en la victoria 2-0 sobre Venezuela. Cuadrado estuvo en la escuadra colombiana que llegó a los cuartos de final de la Copa América 2011 en Argentina. Su única aparición de la competición llegó en su último partido del grupo, una victoria por 2-0 sobre Bolivia en Santa Fe, en sustitución de Freddy Guarín a los 50 minutos.

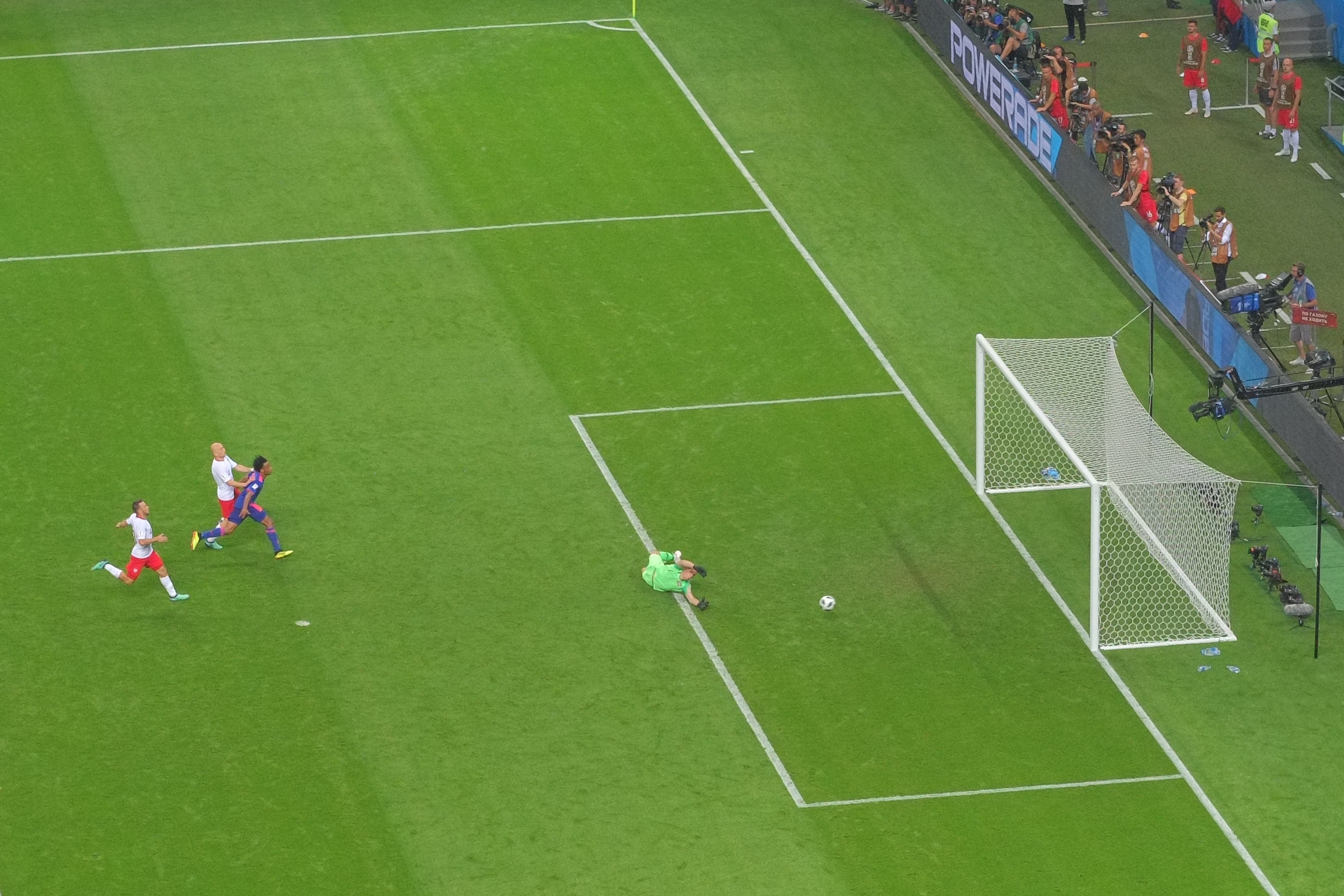
Cuadrado marca el 3-0 frente a Polonia en Rusia 2018.

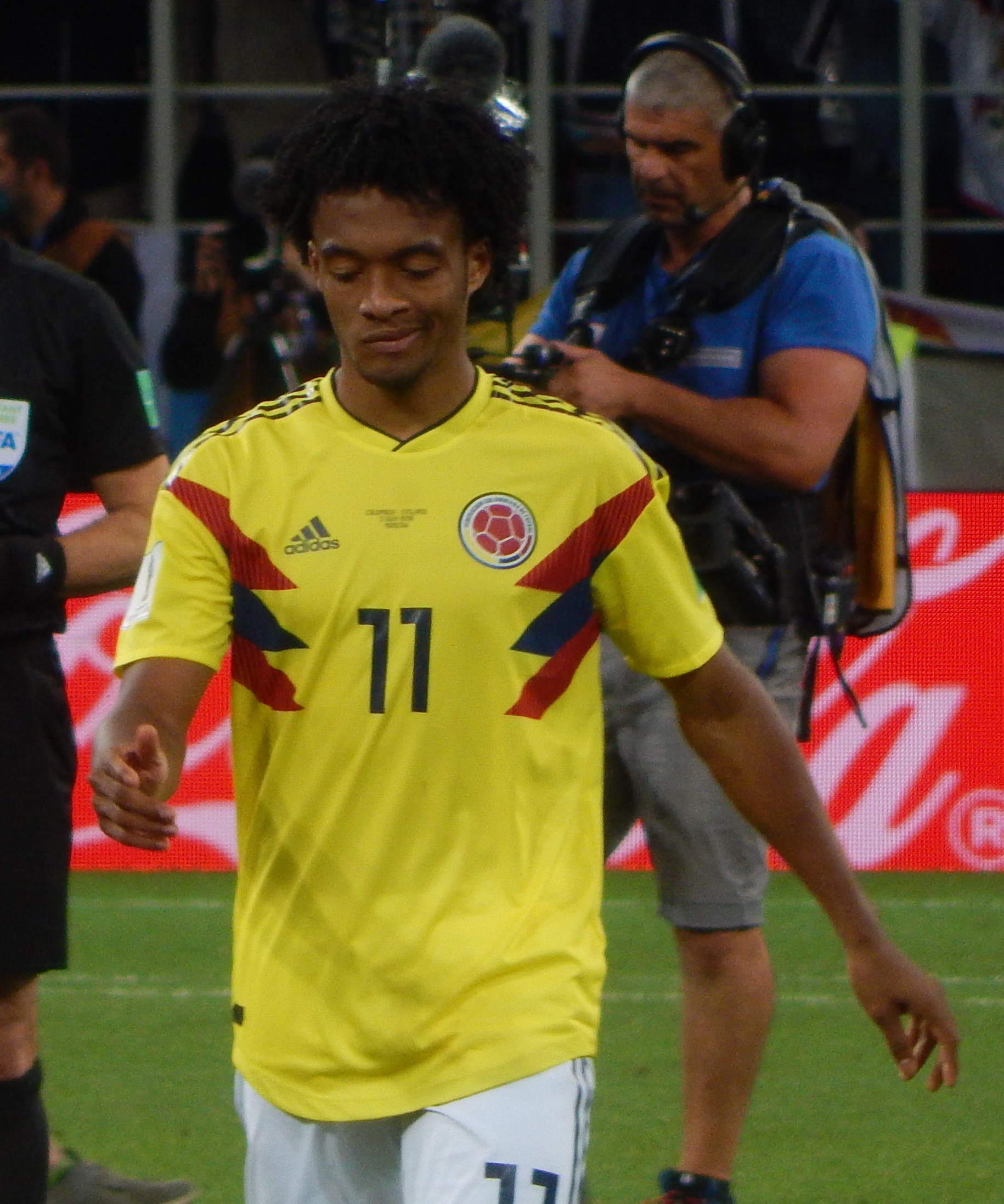
Cuadrado al cobrar el penal de octavos de final en Rusia 2018.

El 13 de mayo de 2014 fue incluido por Pékerman en la lista preliminar de 30 jugadores con miras a la Copa Mundial de Fútbol de 2014. Finalmente, fue incluido en la nómina definitiva de 23 jugadores el 2 de junio. Con un rendimiento elevado a nivel individual, marcaría un gol frente a Japón en la goleada 4 por 1, además fue líder en asistencias del mundial con 4 en 387 minutos. Fue pieza clave para la clasificación de la selección nacional a octavos de final del torneo. Para octavos de final el equipo nacional se tuvo que enfrentar a Uruguay, ganando 2-0 con una asistencia de Juan Guillermo; y en los cuartos de final fueron eliminados tras perder 2-1 contra Brasil. Al final de la competición, Cuadrado terminó siendo el mayor asistente de la Copa del Mundo.
El 11 de mayo del 2015 fue seleccionado por José Pékerman en los 30 pre-convocados para disputar la Copa América 2015. Fue seleccionado en la nómina definitiva de 23 jugadores el 30 de mayo.
El 14 de mayo de 2018 fue incluido por el entrenador José Pekerman en la lista preliminar de 35 jugadores para disputar la Copa Mundial de Fútbol de 2018. Finalmente fue seleccionado en la lista definitiva de 23 jugadores, sería titular en los cuatro partidos jugados, marcó el gol definitivo en la goleada 3-0 sobre Polonia, al final caen eliminados en octavos de final por penales 3-4 frente a Inglaterra.
El 30 de mayo de 2019 quedó seleccionado en la lista final de 23 jugadores que disputaron la Copa América 2019 en Brasil.
El 7 de julio de 2021 alcanzaría el centenar de partidos con la selección nacional siendo el quinto jugador en lograrlo, lo haría en el empate 1-1 con Argentina, cayendo 3-2 en penales, por las semifinales de la Copa América 2021.

### Participaciones enCopas América
| Torneo                  | Sede                   | Resultado              | PJ | GA | Asis |
| ----------------------- | ---------------------- | ---------------------- | -- | -- | ---- |
| Copa América 2011       | Argentina              | Cuartos de final       | 1  | 0  | 0    |
| Copa América 2015       | Chile                  | Cuartos de final       | 4  | 0  | 0    |
| Copa América Centenario | Estados Unidos         | Tercer lugar           | 6  | 0  | 1    |
| Copa América 2019       | Brasil                 | Cuartos de final       | 4  | 0  | 0    |
| Copa América 2021       | Brasil                 | Tercer lugar           | 6  | 1  | 1    |
| Total en Copas América  | Total en Copas América | Total en Copas América | 21 | 1  | 2    |

### Participaciones enEliminatorias al Mundial
| Eliminatoria                               | Sede del Mundial                | Posición               | Resultado   | PJ | GA | Asis |
| ------------------------------------------ | ------------------------------- | ---------------------- | ----------- | -- | -- | ---- |
| Eliminatorias Mundial de Brasil 2014       | Brasil                          | 2°lugar 30pts          | Clasificado | 11 | 0  | 0    |
| Eliminatorias Mundial de Rusia 2018        | Rusia                           | 4°lugar 27pts          | Clasificado | 15 | 1  | 3    |
| Eliminatorias Mundial de Catar 2022        | Catar                           | 6°lugar 23pts          | Eliminado   | 16 | 1  | 3    |
| Eliminatorias Mundial de Norteamérica 2026 | Estados Unidos, México y Canadá | 6°lugar 22pts          | En disputa  | 1  | 0  | 0    |
| Total en Eliminatorias                     | Total en Eliminatorias          | Total en Eliminatorias | 2/3         | 43 | 2  | 6    |

### Participaciones enCopas del Mundo
| Mundial                  | Sede                     | Resultado                | PJ | GA | Asis |
| ------------------------ | ------------------------ | ------------------------ | -- | -- | ---- |
| Mundial de Brasil 2014   | Brasil                   | Cuartos de final         | 5  | 1  | 4    |
| Mundial de Rusia 2018    | Rusia                    | Octavos de final         | 4  | 1  | 1    |
| Total en Copas del Mundo | Total en Copas del Mundo | Total en Copas del Mundo | 9  | 2  | 5    |

### Goles internacionales
| #  | Fecha                   | Lugar                                            | Rival     | Gol   | Resultado | Competición                    |
| -- | ----------------------- | ------------------------------------------------ | --------- | ----- | --------- | ------------------------------ |
| 1  | 3 de septiembre de 2010 | José Antonio Anzoátegui, Venezuela               | Venezuela | 1 - 0 | 2 - 0     | Amistoso                       |
| 2  | 29 de febrero de 2012   | Sun Life Stadium, Miami, Estados Unidos          | México    | 0 - 2 | 0 - 2     | Amistoso                       |
| 3  | 14 de noviembre de 2012 | MetLife Stadium, Nueva Jersey, Estados Unidos    | Brasil    | 0 - 1 | 1 - 1     | Amistoso                       |
| 4  | 6 de junio de 2014      | Estadio Pedro Bidegain, Buenos Aires, Argentina  | Jordania  | 2 - 0 | 3 - 0     | Amistoso                       |
| 5  | 24 de junio de 2014     | Arena Pantanal, Cuiabá, Brasil                   | Japón     | 0 - 1 | 1 - 4     | Copa Mundial de Fútbol de 2014 |
| 6  | 29 de mayo de 2016      | Marlins Park, Estados Unidos                     | Haití     | 2 - 1 | 3 - 1     | Amistoso                       |
| 7  | 28 de marzo de 2017     | Estadio Olímpico Atahualpa, Ecuador              | Ecuador   | 0 - 2 | 0 - 2     | Eliminatorias Rusia 2018       |
| 8  | 24 de junio de 2018     | Kazán Arena, Rusia                               | Polonia   | 0 - 3 | 0 - 3     | Copa Mundial de Fútbol de 2018 |
| 9  | 9 de julio de 2021      | Estadio Mané Garrincha, Brasilia, Brasil         | Perú      | 1 - 1 | 3 - 2     | Copa América 2021              |
| 10 | 5 de septiembre de 2021 | Estadio Defensores del Chaco, Asunción, Paraguay | Paraguay  | 1 - 1 | 1 - 1     | Eliminatorias Mundial 2022     |
| 11 | 20 de junio de 2023     | Veltins Arena, Gelsenkirchen, Alemania           | Alemania  | 0 - 2 | 0 - 2     | Amistoso                       |

## Estadísticas

### Clubes
Actualizado al último partido disputado el 26 de mayo de 2025.
| Club                                        | Div.          | Temporada     | Liga  | Liga  | Liga   | Copas nacionales | Copas nacionales | Copas nacionales | Copas internacionales | Copas internacionales | Copas internacionales | Total | Total | Total  |
| Club                                        | Div.          | Temporada     | Part. | Goles | Asist. | Part.            | Goles            | Asist.           | Part.                 | Goles                 | Asist.                | Part. | Goles | Asist. |
| ------------------------------------------- | ------------- | ------------- | ----- | ----- | ------ | ---------------- | ---------------- | ---------------- | --------------------- | --------------------- | --------------------- | ----- | ----- | ------ |
| Deportivo Independiente Medellín · Colombia | 1.ª           | 2008          | 19    | 2     | 0      | 0                | 0                | 0                | -                     | -                     | -                     | 19    | 2     | 0      |
| Deportivo Independiente Medellín · Colombia | 1.ª           | 2009          | 9     | 0     | 0      | 0                | 0                | 0                | 2                     | 0                     | 0                     | 11    | 0     | 0      |
| Deportivo Independiente Medellín · Colombia | Total club    | Total club    | 28    | 2     | 0      | 0                | 0                | 0                | 2                     | 0                     | 0                     | 30    | 2     | 0      |
| Udinese Calcio · Italia                     | 1.ª           | 2009-10       | 11    | 0     | 0      | 1                | 0                | 0                | —                     | —                     | —                     | 12    | 0     | 0      |
| Udinese Calcio · Italia                     | 1.ª           | 2010-11       | 9     | 0     | 0      | 3                | 0                | 0                | —                     | —                     | —                     | 12    | 0     | 0      |
| Udinese Calcio · Italia                     | Total club    | Total club    | 20    | 0     | 0      | 4                | 0                | 0                | 0                     | 0                     | 0                     | 24    | 0     | 0      |
| U. S. Lecce · Italia                        | 1.ª           | 2011-12       | 33    | 3     | 2      | 0                | 0                | 0                | —                     | —                     | —                     | 33    | 3     | 2      |
| U. S. Lecce · Italia                        | Total club    | Total club    | 33    | 3     | 2      | 0                | 0                | 0                | 0                     | 0                     | 0                     | 33    | 3     | 2      |
| ACF Fiorentina · Italia                     | 1.ª           | 2012-13       | 36    | 5     | 6      | 4                | 0                | 0                | —                     | —                     | —                     | 40    | 5     | 6      |
| ACF Fiorentina · Italia                     | 1.ª           | 2013-14       | 32    | 11    | 5      | 3                | 1                | 0                | 8                     | 3                     | 1                     | 43    | 15    | 6      |
| ACF Fiorentina · Italia                     | 1.ª           | 2014-15       | 17    | 4     | 4      | 1                | 1                | 0                | 5                     | 1                     | 0                     | 23    | 6     | 4      |
| ACF Fiorentina · Italia                     | Total club    | Total club    | 85    | 20    | 15     | 8                | 2                | 0                | 13                    | 4                     | 1                     | 106   | 26    | 16     |
| Chelsea F. C. Inglaterra                    | 1.ª           | 2014-15       | 12    | 0     | 0      | 1                | 0                | 0                | 1                     | 0                     | 0                     | 14    | 0     | 0      |
| Chelsea F. C. Inglaterra                    | Total club    | Total club    | 12    | 0     | 0      | 1                | 0                | 0                | 1                     | 0                     | 0                     | 14    | 0     | 0      |
| Juventus de Turín · Italia                  | 1.ª           | 2015-16       | 28    | 4     | 5      | 4                | 0                | 1                | 8                     | 1                     | 0                     | 40    | 5     | 6      |
| Juventus de Turín · Italia                  | 1.ª           | 2016-17       | 30    | 2     | 6      | 3                | 0                | 2                | 12                    | 1                     | 1                     | 45    | 3     | 9      |
| Juventus de Turín · Italia                  | 1.ª           | 2017-18       | 21    | 4     | 6      | 2                | 0                | 1                | 6                     | 1                     | 1                     | 29    | 5     | 8      |
| Juventus de Turín · Italia                  | 1.ª           | 2018-19       | 18    | 1     | 2      | 0                | 0                | 0                | 5                     | 0                     | 2                     | 23    | 1     | 4      |
| Juventus de Turín · Italia                  | 1.ª           | 2019-20       | 33    | 2     | 5      | 6                | 0                | 0                | 6                     | 1                     | 1                     | 45    | 3     | 6      |
| Juventus de Turín · Italia                  | 1.ª           | 2020-21       | 30    | 2     | 10     | 4                | 0                | 1                | 6                     | 0                     | 6                     | 40    | 2     | 17     |
| Juventus de Turín · Italia                  | 1.ª           | 2021-22       | 33    | 4     | 4      | 5                | 1                | 1                | 7                     | 0                     | 0                     | 45    | 5     | 5      |
| Juventus de Turín · Italia                  | 1.ª           | 2022-23       | 31    | 1     | 3      | 2                | 1                | 0                | 14                    | 0                     | 1                     | 47    | 2     | 4      |
| Juventus de Turín · Italia                  | Total club    | Total club    | 224   | 20    | 41     | 26               | 2                | 6                | 64                    | 4                     | 12                    | 314   | 26    | 59     |
| Inter de Milán · Italia                     | 1.ª           | 2023-24       | 10    | 0     | 2      | 0                | 0                | 0                | 2                     | 0                     | 0                     | 12    | 0     | 2      |
| Inter de Milán · Italia                     | Total club    | Total club    | 10    | 0     | 2      | 0                | 0                | 0                | 2                     | 0                     | 0                     | 12    | 0     | 2      |
| Atalanta B. C. · Italia                     | 1.ª           | 2024-25       | 23    | 0     | 2      | 1                | 0                | 0                | 8                     | 0                     | 1                     | 32    | 0     | 3      |
| Atalanta B. C. · Italia                     | Total club    | Total club    | 23    | 0     | 2      | 1                | 0                | 0                | 8                     | 0                     | 1                     | 32    | 0     | 3      |
| Total carrera                               | Total carrera | Total carrera | 416   | 43    | 62     | 40               | 4                | 6                | 90                    | 8                     | 14                    | 547   | 55    | 82     |

### Selección nacional
Actualizado al último partido disputado el 16 de junio de 2023.
| Selección         | Año               | Amistosos | Amistosos | Copa América | Copa América | Copa Mundial | Copa Mundial | Eliminatorias Mundialistas | Eliminatorias Mundialistas | Total | Total |
| Selección         | Año               | Part.     | Goles     | Part.        | Goles        | Part.        | Goles        | Part.                      | Goles                      | Part. | Goles |
| ----------------- | ----------------- | --------- | --------- | ------------ | ------------ | ------------ | ------------ | -------------------------- | -------------------------- | ----- | ----- |
| Colombia          |                   |           |           |              |              |              |              |                            |                            |       |       |
| 2010              | 4                 | 1         | --        | --           | --           | --           | --           | --                         | 4                          | 1     |       |
| 2011              | 3                 | 0         | 1         | 0            | --           | --           | --           | --                         | 4                          | 0     |       |
| 2012              | 3                 | 2         | --        | --           | --           | --           | 4            | 0                          | 7                          | 2     |       |
| 2013              | 4                 | 0         | --        | --           | --           | --           | 7            | 0                          | 11                         | 0     |       |
| 2014              | 6                 | 1         | --        | --           | 5            | 1            | --           | --                         | 11                         | 2     |       |
| 2015              | 3                 | 0         | 4         | 0            | --           | --           | 2            | 0                          | 9                          | 0     |       |
| 2016              | 1                 | 1         | 6         | 0            | --           | --           | 7            | 0                          | 14                         | 1     |       |
| 2017              | 2                 | 0         | --        | --           | --           | --           | 6            | 1                          | 8                          | 1     |       |
| 2018              | 5                 | 0         | --        | --           | 4            | 1            | --           | --                         | 9                          | 1     |       |
| 2019              | 8                 | 0         | 4         | 0            | --           | --           | --           | --                         | 12                         | 0     |       |
| 2020              | --                | --        | --        | --           | --           | --           | 4            | 0                          | 4                          | 0     |       |
| 2021              | --                | --        | 6         | 1            | --           | --           | 9            | 1                          | 15                         | 2     |       |
| 2022              | 2                 | 0         | --        | --           | --           | --           | 3            | 0                          | 5                          | 0     |       |
| 2023              | 2                 | 1         | --        | --           | --           | --           | 1            | 0                          | 3                          | 1     |       |
| Total             | 43                | 6         | 21        | 1            | 9            | 2            | 43           | 1                          | 116                        | 11    |       |
| Total en Colombia | Total en Colombia | 43        | 6         | 21           | 1            | 9            | 2            | 93                         | 2                          | 116   | 11    |

## Palmarés

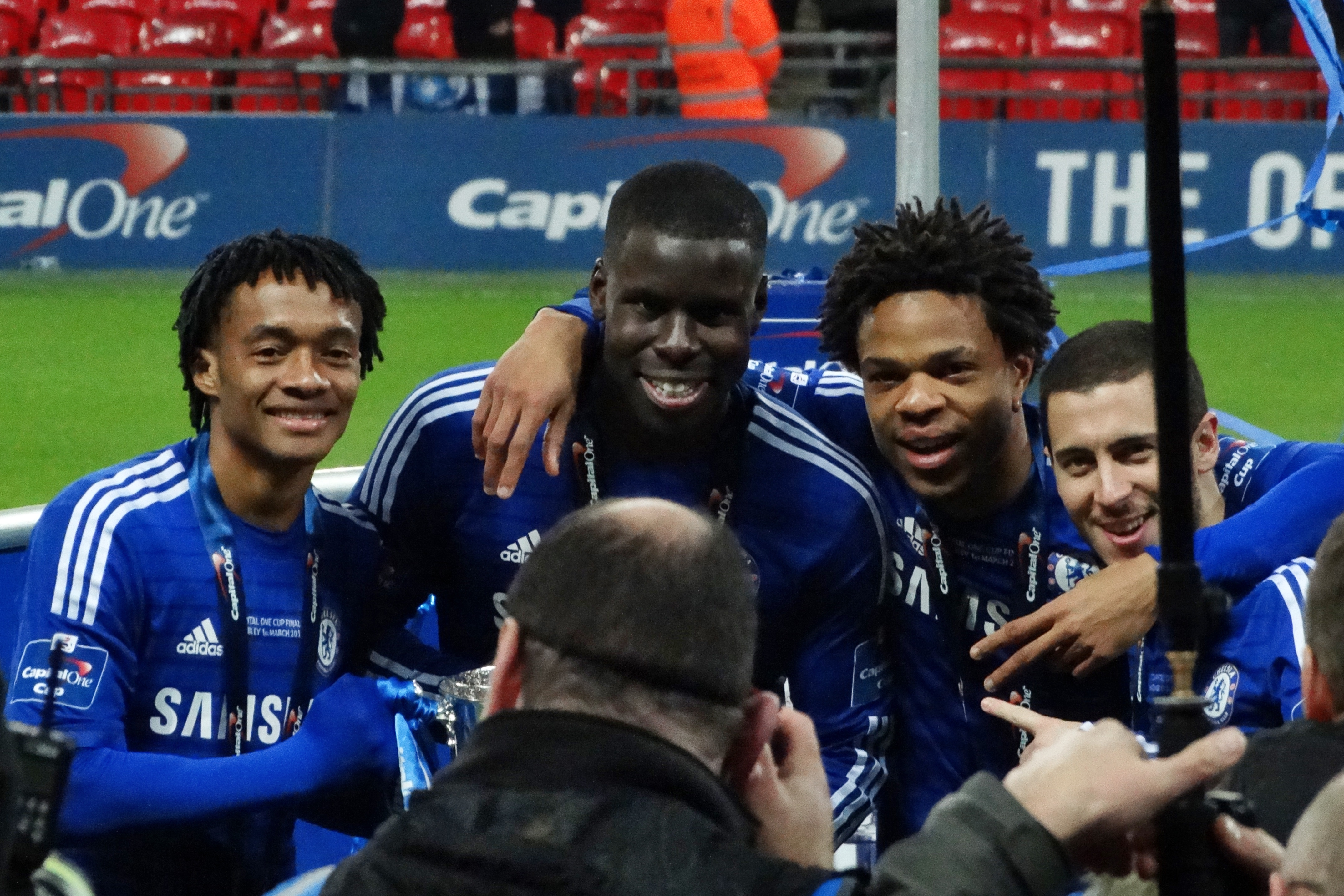
Cuadrado (izquierda) agarrando la EFL Cup y llevando una medalla de campeón tras la final de la Copa de la Liga de Inglaterra 2014-15.

### Títulos nacionales
| Título              | Club           | País       | Año     |
| ------------------- | -------------- | ---------- | ------- |
| Premier League      | Chelsea F. C.  | Inglaterra | 2014-15 |
| Copa de la Liga     | Chelsea F. C.  | Inglaterra | 2014-15 |
| Serie A             | Juventus F. C. | Italia     | 2015-16 |
| Copa Italia         | Juventus F. C. | Italia     | 2015-16 |
| Copa Italia         | Juventus F. C. | Italia     | 2016-17 |
| Serie A             | Juventus F. C. | Italia     | 2016-17 |
| Copa Italia         | Juventus F. C. | Italia     | 2017-18 |
| Serie A             | Juventus F. C. | Italia     | 2017-18 |
| Supercopa de Italia | Juventus F. C. | Italia     | 2018    |
| Serie A             | Juventus F. C. | Italia     | 2018-19 |
| Serie A             | Juventus F. C. | Italia     | 2019-20 |
| Supercopa de Italia | Juventus F. C. | Italia     | 2020    |
| Copa Italia         | Juventus F. C. | Italia     | 2020-21 |
| Supercopa de Italia | Inter de Milán | Italia     | 2023    |
| Serie A             | Inter de Milán | Italia     | 2023-24 |

### Distinciones individuales
| Distinción                                              | Año  |
| ------------------------------------------------------- | ---- |
| Mejor mediocampista de la Liga Italiana                 | 2014 |
| Incluido en el Equipo Ideal del Calcio                  | 2014 |
| Máximo asistente de la Copa Mundial de Fútbol           | 2014 |
| Equipo Ideal de la Segunda fecha de la Copa América     | 2015 |
| Mejor Jugador de la Juventus en el mes de febrero       | 2016 |
| Mejor Jugador de la Juventus en el mes de marzo         | 2017 |
| Incluido en el Once Ideal de la década de la Fiorentina | 2020 |
| Mejor Jugador de la Juventus en el mes de mayo          | 2021 |
| Incluido en el Equipo Ideal del Calcio                  | 2021 |
| Máximo asistente de la UEFA Champions League            | 2021 |

## Vida privada
Juan Guillermo contrajo matrimonio civil con Diana Melissa Botero en marzo de 2016 en el Hotel Hilton Garden Inn. La pareja tiene 2 hijos Lucía y Lucas.